# Număr centrat poliedric
Numerele centrate poliedrice sunt o clasă de numere figurative, fiecare fiind format dintr-un punct central, înconjurat de straturi poliedrice cu un număr constant de laturi. Lungimea laturilor crește cu unu la fiecare strat suplimentar.

## Exemple
- Numere centrate tetraedrice
- Numere centrate cubice
- Numere centrate octaedrice
- Numere centrate dodecaedrice
- Numere centrate icosaedrice
- Numere stella octangula